# Ciclo Miller
Em engenharia, o ciclo Miller é um processo de combustão usado em um tipo de motor de combustão interna de quatro tempos. O ciclo Miller foi patenteado por Ralph Miller, um engenheiro estadunidense, nos anos 1940.
O ciclo Miller é baseado no ciclo Otto, mas a fase de expansão é mais prolongada que a fase de compressão, permitindo uma sobre-expansão (por isso chamado de um ciclo sobre-expandido) dos gases queimados que, de outro modo, seriam perdidos pelo escape.
Este ciclo é também chamado de 5 tempos, além dos tradicionais (admissão, compressão, combustão e escape) há o quinto tempo, que seria a compressão com a válvula de admissão aberta.
Nos motores de ciclo Otto, o curso entre P.M.I. (ponto morto inferior) e P.M.S. (ponto morto superior) é feito com as válvulas de admissão e escape fechadas, permitindo maior compressão no sistema. No ciclo Miller esse mesmo trajeto é feito com as válvulas de admissão abertas por algum período de tempo. Isso permite que o pistão encontre menos resistência para a compressão dos gases, diminuindo os esforços necessários.
É correto afirmar que isso diminui a potência específica do conjunto, porém o ciclo Miller conta com turbo compressor ou compressor mecânico para compensar essa perda. Assim, os gases de admissão possuem maior pressão, otimizando a combustão.
Sem o compressor, esse ciclo tem o nome de Atkinson, e devido à menor potência, é comum sua utilização apenas em veículos híbridos.

## Descrição do ciclo Miller

### Descrição mecânica
O ciclo Miller é aplicado a motores de combustão interna, desenvolvido com o intuito de melhor aproveitamento da energia produzida pela combustão. Assim como o ciclo Otto, o ciclo Miller é um motor constituído por um bloco que contém todos os elementos necessários para que o motor possa funcionar perfeitamente: eixo virabrequim, bielas, pistões, cabeçote, etc.

Funcionamento de um motor de 4 tempos convencional. No ciclo Miller o primeiro tempo é caracterizado pelo fechamento precoce da válvula de admissão.

No ciclo Miller, a válvula de admissão é deixada aberta mais tempo do que seria em um motor de ciclo Otto. Sendo assim, o curso de compressão é de dois ciclos discretos: inicialmente quando a válvula de admissão está aberta, e a porção final quando a válvula de admissão está fechada. Este curso de admissão de dois estágios cria o chamado "quinto" tempo. Na compressão, a carga é parcialmente expelida para fora através da válvula de admissão ainda aberta. Tipicamente, esta perda de ar de carga resultaria numa perda de energia. No entanto, no ciclo Miller, isto é compensado pela utilização de um compressor. 
No ciclo Miller, o pistão começa a comprimir a mistura de combustível-ar somente após a válvula de admissão se fechar. Em seguida, a válvula de admissão se fecha logo após o pistão percorrer certa distância acima da sua posição mais baixa: cerca de 20 a 30% do curso total do pistão deste curso ascendente. Assim, no motor de ciclo Miller, o pistão realmente comprime a mistura de combustível-ar somente durante os últimos 70% a 80% do curso de compressão. Durante a parte inicial do curso de compressão, o êmbolo empurra parte da mistura combustível-ar através da válvula de admissão ainda aberta e volta para dentro do coletor de admissão.
Todo esse processo permite que os gases queimados sejam expandidos novamente, evitando que sejam expelidos pelo escape. Essa sobre expansão dos gases pode se dar pelos seguintes métodos:
- Uso de um sistema biela-manivela capaz de fazer com que o tempo de admissão/compressão seja menor que o tempo de expansão/escape;
- Fechando a válvula de admissão antes do PMI (ponto morto inferior), reduzindo o tempo de admissão/compressão;
- Fechando a válvula de admissão depois do PMI, mantendo a extensão da expansão.[5]

Além desses métodos, deve-se ressaltar que a taxa de compressão também deve ser controlável para que assim, crie-se um motor a gasolina de alto rendimento. Esse controle é possível por meio de um motor que possua sistemas de abertura de válvulas e da taxa de compressão. Apesar de serem essenciais, estes sistemas de variação de taxa de compressão ainda não atingiram o mercado.

### Descrição termodinâmica

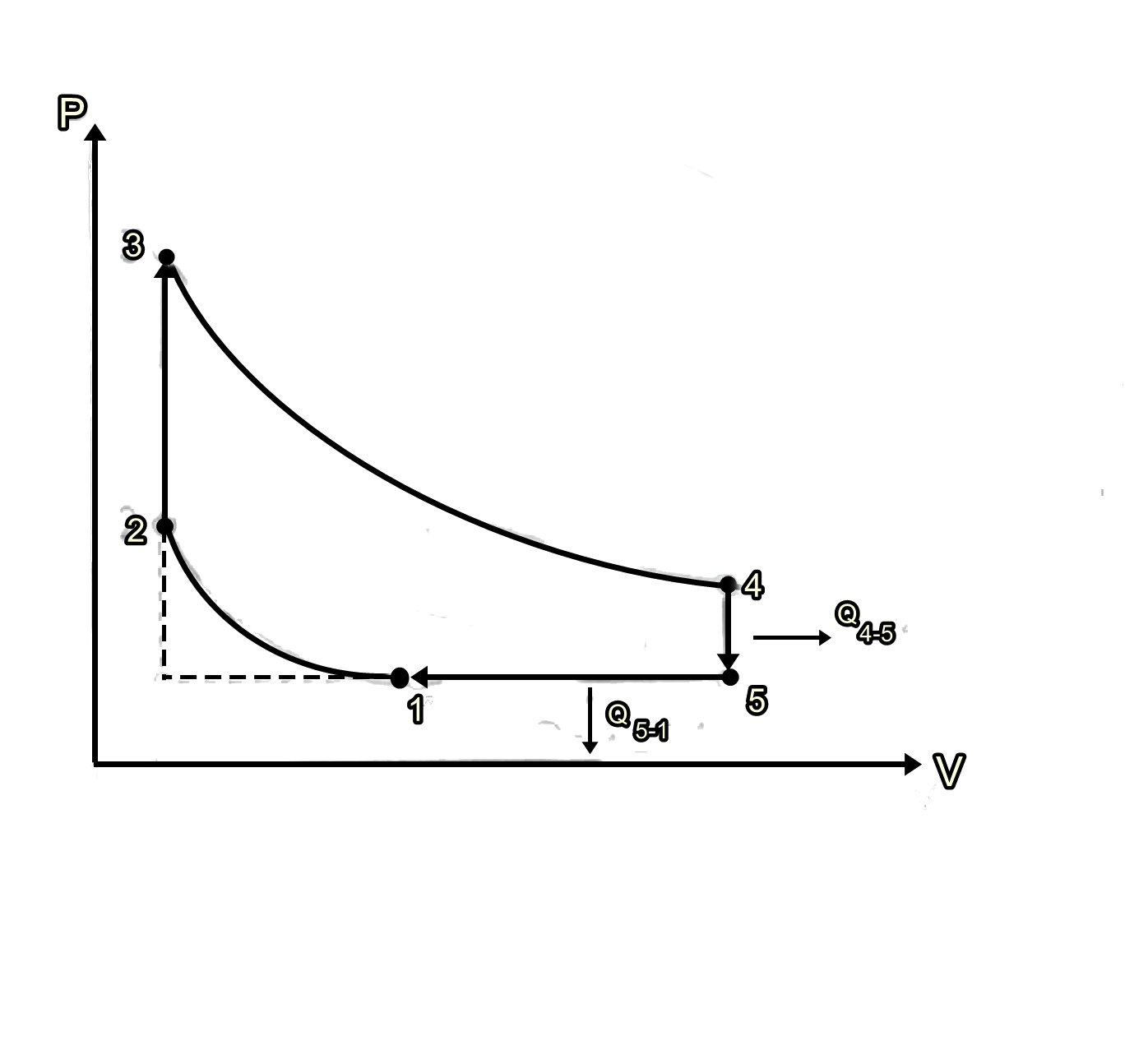
Diagrama pressão-volume para o ciclo Miller

Em um motor de combustão interna de geometria fixa, a eficiência térmica aumenta se a taxa de expansão for maior do que a de compressão. 
Devido às diferentes maneiras possíveis de se idealizar o ciclo Miller com a manipulação da abertura e o fechamento de válvulas, é necessário que a taxa de compressão desse ciclo seja diferenciada em relação ao ciclo Otto, pois diferente deste, a fase de compressão não se dá do PMI ao PMS, mas sim entre uma fração do percurso.
Com isso é possível dar origem ao conceito de compressão retida, definida por:
{\displaystyle \varepsilon _{ret}={\frac {V_{1}}{V_{2}}}\ \ \ \ \ \ \ \ \ \ (1)}
Como uma cilindrada de um motor é a diferença entre um volume maior e outro menor, podemos definir o volume máximo admitido num cilindro no ciclo completo de um pistão:
{\displaystyle V_{cil}=V_{5}-V_{2}\ \ \ \ \ \ \ \ \ \ (2)}
Sendo assim, em um motor de combustão interna de geometria fixa, é possível definir a taxa de compressão geométrica pela equação (3):
{\displaystyle \varepsilon _{g}={\frac {V_{Pmi}}{V_{Pms}}}={\frac {V_{5}}{V_{2}}}\ \ \ \ \ \ \ \ \ \ (3)}
Em seguida, é necessário encontrar a relação entre a taxa de expansão e compressão. Para o ciclo Miller, que quanto o maior o valor da relação de expansão, maior é o seu rendimento, a relação de expansão pode ser definida pela seguinte equação:
{\displaystyle \sigma ={\frac {V_{5}}{V_{2}}}\Leftrightarrow \sigma ={\frac {\varepsilon _{g}}{\varepsilon _{ret}}}\ \ \ \ \ \ \ \ \ \ (4)}
A eficiência de um ciclo termodinâmico é definida por:
{\displaystyle \eta ={\frac {W}{Q_{q}}}\ \ \ \ \ \ \ \ \ \ (5)}
Onde {\displaystyle W} é o trabalho realizado no ciclo e {\displaystyle Q_{q}} é o calor absorvido pela fonte quente. Pela primeira lei da termodinâmica, o trabalho de um ciclo é a diferença entre o calor da fonte quente e da fonte fria, sendo assim:
{\displaystyle W=Q_{q}-Q_{f}\ \ \ \ \ \ \ \ \ \ (6)}
Para a determinação da eficiência do ciclo Miller, será necessário calcular a temperatura em diferentes pontos do ciclo. No ponto 1 será considerado o valor de uma temperatura {\displaystyle T_{1}} e uma pressão {\displaystyle P_{1}} (pressão atmosférica). O ponto 2 é onde a compressão acaba no qual é iniciado em 1. Para calcularmos o valor de {\displaystyle T_{2}} será utilizado as condições de um processo isentrópico de um gás ideal:
{\displaystyle T_{2}=T_{1}\left({\frac {V_{1}}{V_{2}}}\right)^{\gamma -1}=T_{1}\varepsilon _{ret}^{\gamma -1}=T_{1}\left({\frac {\varepsilon _{g}}{\sigma }}\right)^{\gamma -1}\ \ \ \ \ \ \ \ \ \ (7)}
O caminho de 2 para 3 corresponde á uma combustão interna de ar e combustível, como a pressão e a temperatura aumentam proporcionalmente e o volume se mantém constante, o processo é definido com uma transformação isovolumétrica. Assim se pode calcular o calor do processo pela seguinte relação:
{\displaystyle Q=M.C_{v}.(T_{3}-T_{2})=M_{c}.Q_{mpc}\ \ \ \ \ \ \ \ \ \ (8)}
Onde:
{\displaystyle M} = é a massa de ar e combustível na combustão interna;
{\displaystyle C_{v}} = é o calor específico a volume constante;
{\displaystyle M_{c}} = a massa do combustível;
{\displaystyle Q_{mpc}} = o menor poder calorífico do combustível.
Então:
{\displaystyle {\frac {T_{3}}{T_{2}}}=1+\left({\frac {M_{c}.Q_{m}}{M.C_{v}.T_{1}.\varepsilon ^{\gamma -1}}}\right)=1+\left({\frac {(\gamma -1).M.Q_{m}}{\left({\frac {\left({\frac {A}{F}}\right)+1}{\varepsilon _{ret}^{\gamma -1}.p_{1}.\Delta V}}\right)}}\right)\ \ \ \ \ \ \ \ \ \ (9)}
Onde {\displaystyle \left({\frac {A}{F}}\right)} é a razão ar-combustível.
Considerando:
{\displaystyle B=\left({\frac {M.Q_{mpc}}{p_{1}.\Delta V.{\Bigl (}1+\left({\frac {A}{F}}\right){\Bigr )}}}\right)\ \ \ \ \ \ \ \ \ \ (10)}
Substituindo a temperatura {\displaystyle T_{2}} pela equação (7), podemos reescrever a equação (9):
{\displaystyle {\frac {T_{3}}{T_{1}}}=\left({\frac {\varepsilon _{g}}{\sigma }}\right)^{\gamma -1}+(\gamma -1).B\ \ \ \ \ \ \ \ \ \ (11)}
De 3 até 4 ocorre uma expansão isentrópica durante todo o percurso dentro pistão. Sendo uma transformação isentrópica, analogamente a equação (7), temos que:
{\displaystyle {\frac {T_{4}}{T_{3}}}=\left({\frac {1}{\varepsilon _{g}}}\right)^{\gamma -1}\ \ \ \ \ \ \ \ \ \ (12)}
Substituindo a temperatura {\displaystyle T_{3}} pela equação (11):
{\displaystyle {\frac {T_{4}}{T_{1}}}=\left({\frac {1}{\sigma ^{\gamma -1}}}\right)+\left({\frac {\ (\gamma -1).B}{\sigma ^{\gamma -1}.\varepsilon _{ret}^{\gamma -1}}}\right)\ \ \ \ \ \ \ \ \ \ (13)}
No diagrama {\displaystyle PV}, a pressão nos pontos 5 e 1 são iguais, isso permite obter a relação:
{\displaystyle {\frac {T_{5}}{T_{1}}}=\sigma \ \ \ \ \ \ \ \ \ \ (14)}
Com a expressão da eficiência térmica de um ciclo obtida pela primeira lei, é possível desenvolver a relação do rendimento do ciclo Miller:
{\displaystyle \eta _{M}=1-{\frac {Q_{4-5}+Q_{5-1}}{Q_{2-3}}}=1-{\frac {T_{4}-T_{5}+\gamma .(T_{5}-T_{1})}{T_{3}-T_{2}}}\ \ \ \ \ \ \ \ \ \ (15)}
Substituindo {\displaystyle T_{1}}, {\displaystyle T_{2}}, {\displaystyle T_{3}}, {\displaystyle T_{4}} e {\displaystyle T_{5}}, respectivamente, o rendimento do ciclo Miller é expressado como:
{\displaystyle \eta _{M}=1-{\frac {1}{\varepsilon _{g}^{\gamma -1}}}-{\frac {\sigma ^{\gamma }(\gamma -1)-\gamma .\sigma ^{\gamma -1}+1}{(\gamma -1).\sigma ^{\gamma -1}.B}}\ \ \ \ \ \ \ \ \ \ (16)}
No qual
{\displaystyle B=\left({\frac {M.Q_{mpc}}{p_{1}.\Delta V.{\Bigl (}1+\left({\frac {A}{F}}\right){\Bigr )}}}\right)}

## Comparação do Ciclo Miller com outros ciclos

Funcionamento de um motor operando com ciclo Atkinson

Os motores de ciclo termodinâmico alternativos ao Otto, como o Atkinson e o Miller existem porque, nos carros híbridos, não é suficiente introduzir um motor elétrico para auxiliar o motor a combustão. Isso se explica pelo fato de que em estradas, quando o motor elétrico entra menos em ação, o motor a combustão precisa atuar de forma mais eficaz a fim de conseguir bons números de consumo.O ciclo Atkinson possui uma menor perda interna por bombeamento comparado ao ciclo Otto, o que possibilita um fluxo reverso de mistura para dentro do sistema de admissão, sem queima, reduzindo de maneira significativa o deslocamento do motor. Desta forma, o motor passa a ter “cinco tempos”, ou seja, admissão, fluxo reverso, compressão, potência e escape.

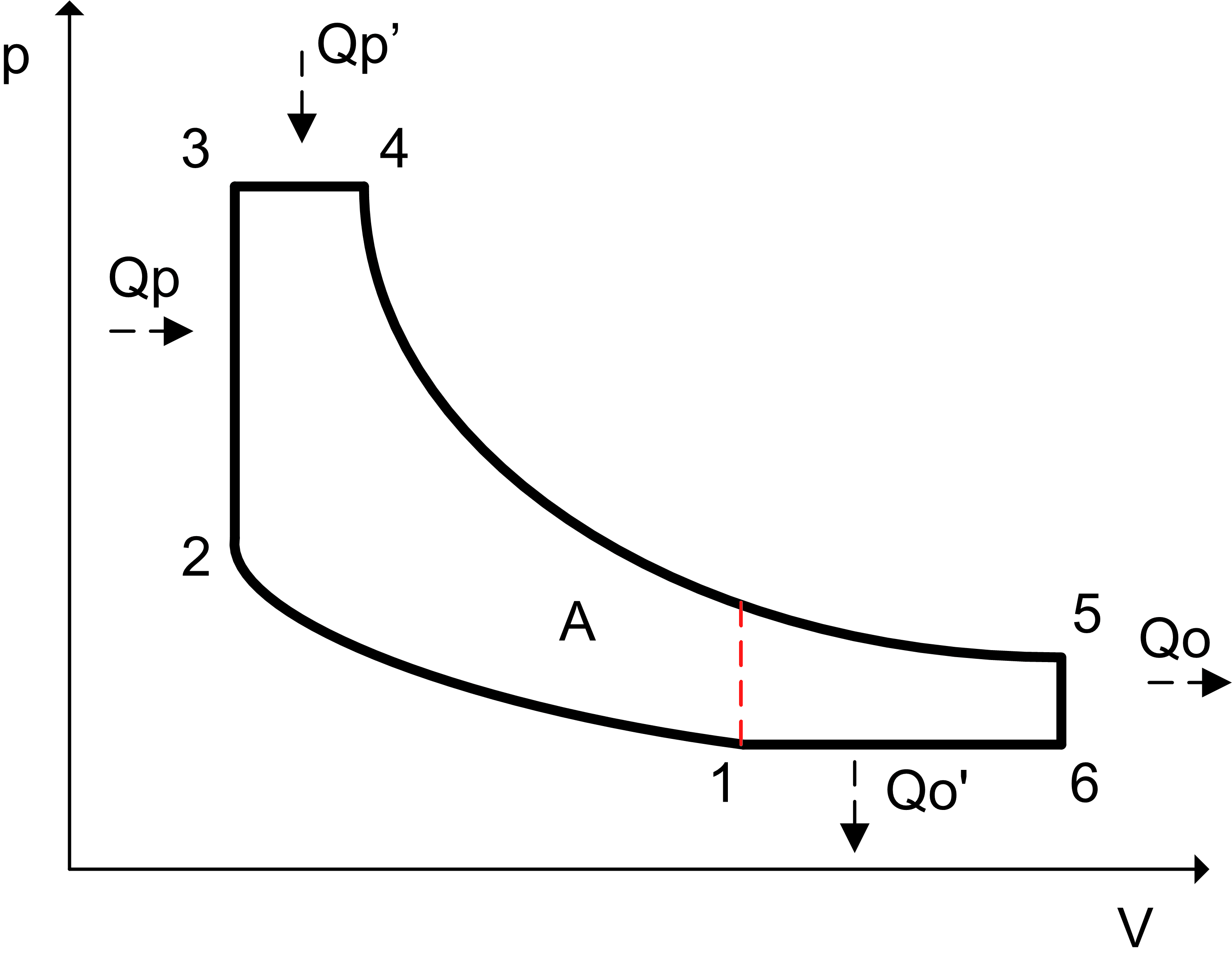
Diagrama pressão-volume do sistema Atkinson

O ciclo Miller, com restrições, é o ciclo Atkinson atribuído de um sistema forçado de admissão com supercompressor. Basicamente o tempo de acionamento das válvulas de admissão muda, isto é, durante parte do tempo de compressão, as válvulas de admissão ficam abertas, com o motor comprimindo contra o supercompressor em vez de contra a pressão nas paredes dos cilindros. A fase de expansão é mais prolongada que a fase de compressão.
Essa abertura poderia resultar em menos potência, já que haveria menos combustível na câmara de combustão para queimar, não fosse o fato de que todo motor de ciclo Miller conta com sobre alimentação, ou seja, um turbo, que continua a empurrar combustível e ar para dentro do motor.

## Aplicações do ciclo Miller
Um motor que opera sobre o ciclo Miller, apresenta um rendimento superior aos motores que trabalham sobre o ciclo Otto devido ao aproveitamento de elevada entalpia proveniente nos gases de escape, que em outros ciclos não são reutilizados. Apesar do alto rendimento, não é comum encontrar motores que se utilizem do ciclo Miller, sendo mais provável ver esse ciclo operando em protótipos ou em motores fabricados em baixos volumes de produção.
Um dos poucos casos de produção em série foi o motor KJ-ZEM fabricado pela Mazda® em 1995 no modelo Millenia.